# Baixa polar

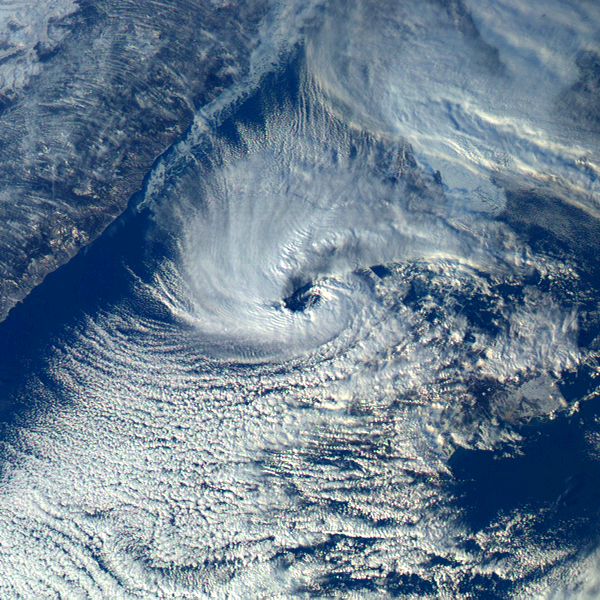
Baixa polar. Imatge captada pel satèl·lit Himawari-8 a la costa nord-oest d'Hokkaido, Japó, el 15 de febrer de 2016. La baixa va produir vents sostinguts de 45 nusos i registrà una pressió, a la zona central de 990 hPa. Va tocar terra sobre Rumoi (Hokkaido) i es va debilitar ràpidament, dissipant-se sobre el mar d'Okhotsk el 16 de febrer.

Una baixa polar és un cicló marítim de mesoescala que produeix vents amb força de temporal. Es forma dins d'una massa d'aire fred en latituds superiors. Generalment, les baixes polars abasten diàmetres entre 400 i 800 km (inferiors a 1.000 km), encara que poden ser més reduïdes. El seu estudi interessa per les condicions de temps violent que produeixen. Les baixes polars, normalment, només es formen sobre el mar i durant l'estació freda de l'any (desembre-maig a l'hemisferi nord). La convecció i la inestabilitat baroclínica influeixen en la seva formació i també els accidents geogràfics locals. Les baixes polars són ciclons marítims intensos amb una vida de 6 a 36 hores. Són fenòmens d'extensió horitzontal que en general es desenvolupen a la rereguarda del cicló.
Les baixes polars tenen efectes importants i tenen un paper important en el sistema climàtic. Els forts fluxos de calor sensible i latent de la superfície de l'oceà que hi són associats, poden actuar a llarg termini alterant la circulació termohalina.

## Efectes
Les baixes polars són perilloses a les zones costaneres i insulars, per al transport marítim i aeri i les plataformes marines costaneres de les regions subàrtiques i àrtiques. Han causat la pèrdua d'un gran nombre de vaixells petits. S'han documentat casos de baixes polars que han causat la pèrdua de vides humanes. El 28 de desembre de 1986, es va produir el descarrilament d'un tren al pont Amarube a l'oest de Honshü, al Japó, a causa dels forts vents associats a una baixa polar i sis persones van morir i altres van resultar ferides (Yanase et al., 2016). El 31 d'octubre de 2001, la tempesta Torsvåg es va intensificar ràpidament sobre l'illa de Vannoya, a Noruega, provocant el bolcament d'una petita embarcació i la mort d'un dels membres de la tripulació (Institut Meteorològic de Noruega, 2013). Encara que les baixes polars no tenen sempre conseqüències greus, sovint tenen un impacte en la vida normal a les regions afectades.

## Terminologia
El terme "baixa polar" és el que s'hauria de fer servir per designar els intensos ciclons marins polars de mesoescala d'un abast de fins a 1.000 quilòmetres, que originen vents a les capes pròximes a la superfície amb velocitats superiors als 15 m/s. El terme "cicló polar de mesoescala" (o mesocicló polar) és el terme que genèricament s'usa per a tots els vòrtexs ciclònics de mesoescala que s'observen encara més al nord del front polar.

## Diferenciació entre baixa polar i vòrtex polar
La vorticitat, i la rotació ciclònica apareixen en diferents elements atmosfèrics: en el vòrtex polar, en els tornados, borrasques, baixes polars, huracans i ciclons en general. Tots giren al voltant d'un eix en sentit ciclònic (antihorari). La rotació i la vorticitat són lúnic element en comú, però no s'ha de confondre la baixa polar amb el vòrtex polar, que és un sistema gairebé permanent de dimensions de milers de quilòmetres. El vòrtex polar es caracteritza pel seu major abast, per la durada, la dinàmica i la ubicació.